# At-Baschy
Der At-Baschy (kirgisisch Атбашы дарыясы) ist ein linker Nebenfluss des Naryn im Oblus Naryn in Kirgisistan (Zentralasien).
Der At-Baschy entsteht an der Nordflanke des Dschangy-Dscher-Gebirges am Zusammenfluss der beiden Flüsse Ulan und Dschangy-Dscher. Er fließt anfangs in westlicher Richtung durch das Atbaschy-Becken. Das gleichnamige Dorf und Rajon-Verwaltungszentrum Atbaschy liegt am rechten Flussufer. Anschließend wendet sich der Atbaschy nach Norden und nimmt seinen größten Nebenfluss, den Karakojun, von links auf. Danach durchbricht er die Karatau-Gebirgskette in nördlicher Richtung.
5 km oberhalb seiner Mündung in den Naryn wird der At-Baschy von der At-Baschy-Talsperre aufgestaut. Der At-Baschy hat eine Länge von ca. 140 km. Er entwässert ein Areal von 5540 km². Der mittlere Abfluss beträgt 33,1 m³/s.